# Maxïmo Park
I Maxïmo park sono un gruppo indie rock inglese formato nel 2000.

## Storia del gruppo
Il quintetto si forma a Newcastle, nel Tyne and Wear, nell'aprile del 2003, mutuando il loro nome dal Maximo Gomez Park, un luogo d'incontro dei rivoluzionari cubani, all'Havana.
La formazione iniziale era quella di un quartetto d'avanguardia esclusivamente strumentale, che non si esibiva dal vivo e suonava solo per proprio diletto, scambiandosi spesso gli strumenti. Sull'orlo dello scioglimento, il gruppo decide di cercare qualcuno che calamitasse l'attenzione, sul palco e liricamente. Voce del gruppo diventa così Paul Smith, scoperto da quella che ai tempi era la ragazza di Tom English (batteria). Il quintetto comincia a scrivere le prime canzoni insieme e il frontman, che non aveva mai cantato su un palco fino ad allora, rivela una notevole presenza scenica.
Intorno al marzo del 2004 un amico finanzia 300 copie di un loro singolo su vinile e successivamente incide un secondo vinile con i brani (The Coast Is Always Changing/The Night I Lost My Head) che avevano registrato nella loro casa di Fenham. Dopo alcuni live nei dintorni della loro città natale, Steve Beckett, della Warp Records, entra in possesso di uno dei loro dischi e decide di mettere sotto contratto i Maxïmo Park.
Nel 2005 si affermano rapidamente nel panorama e il loro album di debutto, A Certain Trigger, viene accolto da alcuni critici come uno dei migliori album dell'anno e fa aumentare notevolmente il numero dei loro fan in Gran Bretagna. A luglio del 2005 l'album viene nominato per il Mercury Prize.
Nell'agosto del 2006 la band annuncia di star lavorando al loro prossimo album, prodotto da Gil Norton e registrato a Londra. Il 22 gennaio 2007 la band annuncia che il loro secondo album, Our Earthly Pleasures, uscirà il 2 aprile 2007 e sarà preceduto dal singolo Our Velocity (19 marzo 2007). Il 30 gennaio 2007 vengono pubblicati i dettagli sull'Our Earthly Pleasures Tour, i cui biglietti per le tappe principali sono andati esauriti in pochi minuti.
Nella primavera del 2009 esce il terzo album del gruppo, preceduto da un tour per tutta l'Europa con l'aiuto del produttore Nick Launay (Nick Cave, Grinderman, Yeah Yeah Yeahs) a Los Angeles. Il nuovo disco segna, a quanto ha dichiarato il cantante Paul Smith a NME, un leggero cambiamento di atmosfere con le tastiere in maggior evidenza ed un suono più orientato verso il groove.
Il loro terzo full-length, uscito l'11 maggio 2009, si intitola Quicken the Heart.
L'11 giugno 2012 è stato pubblicato il quarto disco della band, ascoltabile in streaming sul sito ufficiale http://maximopark.com.
Il disco contiene 13 tracce ed è disponibile in quattro formati: una versione firmata dai membri del gruppo (quasi immediatamente sold out), una con una esclusiva T-Shirt promozionale, una versione CD + vinile e T-Shirt e un'ulteriore versione CD firmato, vinile, T-Shirt e stampa firmata.

## Formazione
- Paul Smith - voce
- Duncan Lloyd - chitarra
- Archis Tiku - basso
- Lukas Wooller - tastiere
- Tom English - batteria

## Discografia

### Album studio
- 2005 - A Certain Trigger
- 2007 - Our Earthly Pleasures
- 2009 - Quicken the Heart
- 2012 - The National Health
- 2014 - Too Much Information
- 2017 - Risk to Exist
- 2021 - Nature Always Wins
- 2024 - Stream Of Life

### Raccolte
- 2006 - Missing Songs

### Singoli
Da A Certain Trigger 
- 2004 - The Coast Is Always Changing/The Night I Lost My Head
- 2005 - Apply Some Pressure
- 2005 - Graffiti
- 2005 - Going Missing
- 2006 - I Want You to Stay

 Da Our Earthly Pleasures 
- 2007 - Our Velocity
- 2007 - Books from Boxes
- 2007 - Girls Who Play Guitar
- 2007 - Karaoke Plays

 Da Quicken the Heart 
- 2009 - The Kids Are Sick Again

### EP
- 2007 - Our Velocity
- 2007 - Books from Boxes
- 2007 - Girls Who Play Guitar
- 2007 - Karaoke Plays

### DVD
- 2006 - Found on Film